# Lavan
Lavan (en persan : جزیرهٔ لاوان) est une île iranienne située dans le golfe Persique, rattachée à la province de Hormozgan.
D'une superficie de 78 km2, elle est desservie par un aéroport (IATA : LVP, ICAO : OIBV), principalement utilisé par le ministère du Pétrole iranien pour le transfert des employés de la National Iranian Oil Company, la compagnie pétrolière du pays.

## Terminal pétrolier
Lavan est un des quatre principaux terminaux d'exportation de pétrole brut d'Iran. Sa capacité de stockage est de 5,5 millions de barils et sa capacité de chargement de 200 000 barils par jour.